# Now Recording
『Now Recording』は、2008年4月1日に発売された村田和人通算12作目のスタジオ・アルバム。

## 解説
前作『Sweet Vibration』以来実に13年ぶりの新作で、初の自主制作作品。
ファースト・アルバム発売以前に書き溜められていて発表の機会がないままになっていた楽曲を、当時のテイストのまま今のサウンドで録音するという斬新な試みのアルバム。

## 収録曲
全編曲：村田和人
1. Almond Paradise
作詞：新井正春・村田和人、作曲：村田和人
2. 街を飛び出そう
作詞・作曲：村田和人
3. Happy Honeymoon
作詞・作曲：村田和人
4. 街は昼下がり
作詞・作曲：村田和人
5. 待ちくたびれて雨の中
作詞・作曲：村田和人
6. Tropical Party
作詞：新井正春、作曲：村田和人
7. 心はどしゃぶり
作詞・作曲：村田和人
8. 待っている唄
作詞：S.A.・村田和人、作曲：村田和人
9. I Love You
作詞・作曲：村田和人
10. 春は来ぬ
作詞・作曲：村田和人

## 『Now Recording+』
『Now Recording+』は、2008年8月27日に発売された村田和人通算12作目のスタジオ・アルバム『Now Recording』のリイシュー盤。

### 解説
自主制作盤『Now Recording』にボーナス・トラックを追加。リマスタリングの他、ジャケットデザインも一新、タイトルも変更された。

### 収録曲
全編曲：村田和人
1. Almond Paradise
作詞：新井正春・村田和人、作曲：村田和人
2. 街を飛び出そう
作詞・作曲：村田和人
3. Happy Honeymoon
作詞・作曲：村田和人
4. 街は昼下がり
作詞・作曲：村田和人
5. 待ちくたびれて雨の中
作詞・作曲：村田和人
6. Tropical Party
作詞：新井正春、作曲：村田和人
7. 心はどしゃぶり
作詞・作曲：村田和人
8. 待っている唄
作詞：S.A.・村田和人、作曲：村田和人
9. I Love You
作詞・作曲：村田和人
10. 春は来ぬ
作詞・作曲：村田和人
11. Almond Paradise (Live Version) Live at 辻堂リトルジョージ、1980
作詞：新井正春・村田和人、作曲：村田和人
12. I Love You (Live Version) Live at 神戸チキンジョージ、1983
作詞・作曲：村田和人
13. 街は昼下がり (Demo) Home Recording、1973
作詞・作曲：村田和人
14. 心はどしゃぶり (Demo) Home Recording、1973
作詞・作曲：村田和人
15. 春は来ぬ (Demo) Home Recording、1973
作詞・作曲：村田和人